# Automeris kopturae
Automeris kopturae är en fjärilsart som beskrevs av Lemaire. Automeris kopturae ingår i släktet Automeris och familjen påfågelsspinnare. Inga underarter finns listade i Catalogue of Life.